# 松露饅頭

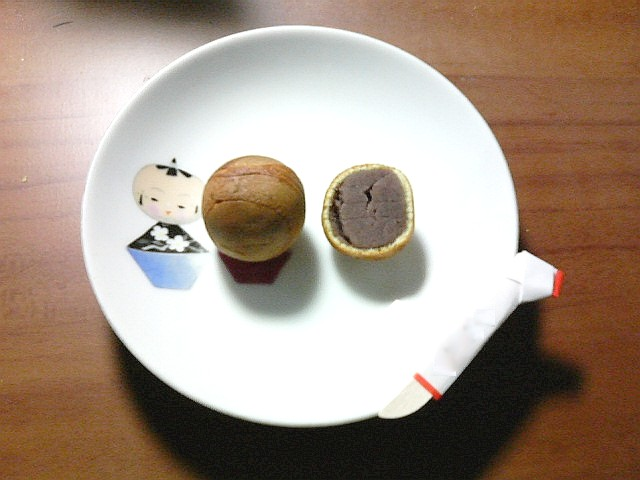
松露饅頭

松露饅頭（日语：／ Shōro-manjyū */?）是日本佐賀縣唐津市知名的和菓子。
用蛋糕質地的表皮圓圓地包住豆沙餡，與唐津市名勝虹松原上生長的高級食用品松露相似，因此被安上了這個名字。實際上和松露一點關係也沒有。

## 特徴
薄的蛋糕質地表皮，多是使用腰豆豆沙。製作成直徑3～4厘米左右的球形。包裝成十個或以上松露饅頭一盒銷售。

## 外部連結
- 宮田之松露饅頭 （页面存档备份，存于）
- 大原松露饅頭 （页面存档备份，存于）